# Luis Taruc
Luis Taruc (San Luis, 21 juni 1913 - Quezon City, 4 mei 2005) was een Filipijnse communistisch leider en politicus. Taruc was van 1942 tot 1954 leider van de communistische Hukbalahap. In 1946 won Taruc een zetel in het Filipijns Huis van Afgevaardigden, een positie die hij uiteindelijk niet mocht innemen. In de jaren 80 was hij als sectoraal afgevaardigde lid van het Batasang Pambansa.

## Biografie
Luis Taruc werd geboren 21 juni 1913 in San Luis in de Filipijnse provincie Pampanga. Zijn ouders Nicanor Taruc en Roberta Mangalus waren kleine boeren in Central Luzon. Taruc volgde twee jaar lang een vooropleiding rechten. In de jaren 30 groeide Taruc uit tot woordvoerder voor groepen landarbeiders, die opkwamen voor meer rechten en betere betaling. In 1935 sloot hij zich aan bij de communistische partij.
Later leidde Taruc van 1942 tot 1954 de communistische rebellengroep Hukbalahap (Huks), die op het hoogtepunt van hun populariteit zo'n 10.000 tot 15.000 strijders omvatte. Gedurende de Tweede Wereldoorlog leidde Taruc de Huks in een gewapende guerillaopstand tegen de bezettende Japanners. Na de onafhankelijkheid richtten ze zich op de door de Amerikanen gesteunde regering van Manuel Roxas. Taruc werd samen met zeven andere leden van de rebellengroep gekozen in het Filipijnse Huis van Afgevaardigden. Het werd ze echter niet toegestaan om die zetels ook daadwerkelijk in te nemen. Taruc en de Hukbalahaps namen daarop de gewapende strijd weer op.
Taruc gaf zich uiteindelijk op 17 mei 1954 over, na vier maanden van onderhandeling met de door president Ramon Magsaysay gestuurde afgezant Benigno Aquino jr.. Door zijn overgave kwam de rebellie van de Huks in de praktijk ten einde. Taruc werd veroordeeld tot een gevangenisstraf van twaalf jaar en werd op 11 september 1968 door president Ferdinand Marcos vrijgelaten. Na zijn vrijlating bleef Taruc zich inzetten voor hervormingen in de landbouwsector. Hij zocht toenadering tot de Christian Social Movement, opgericht door Raul Manglapus die streefde naar een vreedzame revolutie. Hij was adviseur van president Marcos en was bovendien van 1978 tot 1986 als sectoraal afgevaardigde voor de landbouwsector lid van het Batasang Pambansa
Taruc overleed in 2005 op 91-jarige leeftijd aan hartfalen in St. Luke's Medical Center in Quezon City. Hij werd begraven op Loyola Memorial Park. Hij was getrouwd en had een zoon.